# Olesicampe insidiator
Olesicampe insidiator är en stekelart som först beskrevs av Johann Ludwig Christian Gravenhorst 1829.  Olesicampe insidiator ingår i släktet Olesicampe och familjen brokparasitsteklar. Inga underarter finns listade i Catalogue of Life.